# Wojciech Borowik
Wojciech Jan Borowik (24 de junio de 1956 - 22 de diciembre de 2020) fue un abogado y político polaco. Activista de oposición durante la República Popular de Polonia. Fue miembro del Parlamento del segundo mandato y presidente de la junta de la Asociación de Libertad de Expresión.

## Trayectoria
En 1979 se graduó en la Facultad de Derecho y Administración de la Universidad de Varsovia. Luego obtuvo la licencia de corredor de seguros.
Durante la República Popular de Polonia, participó activamente en la oposición democrática y colaboró con el Comité de Defensa de los Trabajadores. Se unió a la Solidaridad y a la Asociación de Estudiantes Independientes. Tras la imposición de la ley marcial, estuvo internado más de medio año y tras su liberación colaboró con la prensa independiente. En 1989 fue subdirector de la oficina del Comité Ciudadano.
A principios de la década de los 90 fue activista de la ROAD y RDS, trabajó como secretario del grupo parlamentario de Solidaridad del Trabajo. De 1992 a 1993 fue director de la oficina de publicidad de Express Wieczorny.
Fue uno de los fundadores de Unia Pracy. De 1993 a 1997, fue diputado por segundo mandato de la lista del partido. En 1997, se presentó a la reelección en el distrito sub-Varsovia sin éxito alguno. En 2001, se postuló para el Sejm en nombre de la Alianza de Izquierda Democrática - Unia Pracy en la región de Lubuskie.
Entre 2002 y 2004 fue vicepresidente de la Oficina Central de Estadística Polaca. En 2007 dirigió el equipo para la construcción del Museo del Comunismo en Varsovia. Fue presidente de la junta directiva de la Asociación Palabra Libre.

## Fallecimiento
Murió como resultado de contraer el COVID-19 durante la pandemia de esta enfermedad.

## Condecoraciones
- En 2008, el presidente polaco Lech Kaczyński le otorgó la Cruz de Comendador de la Orden de Polonia Restituta.[5]
- En 2015 recibió la Cruz de la Libertad y la Solidaridad.[6]